# Maximilian Heine

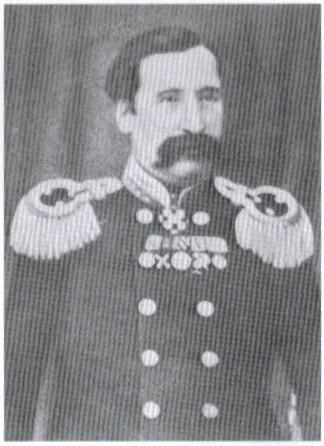
Maximilian Heine in russischer Uniform

Maximilian Heine, ab den 1840er Jahren von Heine (* 1804 oder um 1804, nach älteren Angaben 1805 oder 1807 als Meyer (Meïr) Heine in Düsseldorf; † 6. November 1879 in Berlin) war ein deutscher Militärarzt und Staatsrat in russischen Diensten. Sein ältester Bruder war der Dichter Heinrich Heine.

## Leben
Maximilian Heine, in seiner Familie Max genannt, kam als jüngstes von vier Kindern des Tuchhändlers Samson Heine und dessen Ehefrau Betty (eigentlich Peira), geborene van Geldern, zur Welt. Seine Erziehung erfolgte im Geiste der Haskala, der jüdischen Aufklärung, zu deren Zielen die Emanzipation der Juden und deren weitgehende Assimilation gehörten.
Maximilian Heine ging in Düsseldorf, Oldesloe und Lüneburg zur Schule und studierte anschließend an der Universität zu Berlin und an der Ludwig-Maximilians-Universität München sowie in Heidelberg und Göttingen. In Göttingen wurde er 1828 zum Doktor der Medizin promoviert. Im Mai desselben Jahres reiste er nach Würzburg, wohnte dort in der Haugerpfarrgasse und wurde 2. chirurgischer Assistent bei Cajetan von Textor. Nach einem Besuch der Kliniken in Wien trat er 1829/1830 als Chirurg in den Dienst der Kaiserlich Russischen Armee und nahm im Rahmen des Russisch-türkischen Kriegs am Balkanfeldzug des Generals Diebitsch teil. Vier Jahre später veröffentlichte er seine Erinnerungen an diesen Krieg. Ein weiterer Einsatz als Militärarzt erfolgte 1832 während der Niederschlagung des Polnischen Aufstands durch die russische Armee.
Anschließend kehrte er nach Russland zurück, wurde ordinierender Arzt in verschiedenen Spitäler der Residenzstadt Sankt Petersburg und übernahm dort die Stelle als Chefarzt an einer Militärschule. Nach seinem Abschied aus der Armee wurde er zum Hofrat ernannt und in den erblichen Adelsstand erhoben. Von 1844 bis 1860 gab Maximilian von Heine zusammen mit Rudolph Krebel und Karl Heinrich Thielmann die in Sankt Petersburg erscheinende, deutschsprachige  „Medicinische Zeitung Russlands“ heraus.
Er pflegte ein enges, freundschaftliches Verhältnis zu seinem Bruder Heinrich Heine, den er mehrfach in seinem Pariser Exil besuchte. Nach Heinrich Heines Tod verfasste Maximilian von Heine eine Biographie seines Bruders, worum dieser ihn nach eigenem Zeugnis ausdrücklich gebeten hatte.
Maximilian von Heine starb auf einer Reise in Berlin.

## Schriften (Auswahl)
- Bilder aus der Türkei. Nach eigener Anschauung skizziert von Maximilian Heine. Verlag von J. Brieff, St. Petersburg 1833 (Digitalisat)
- Gretsch. Eine biographische Skizze. Aus dem Russischen von Dr. Maximilian Heine. Karl Kray, St. Petersburg 1838 (Digitalisat bsb)
- Medicinisch-Topographische Skizze von St. Petersburg. Kurth, St. Petersburg 1844 (Digitalisat bsb)
- Beiträge zur Geschichte der orientalischen Pest. Eggers, St. Petersburg 1846 (Digitalisat bsb)
- Medicinisch-Historisches aus Russland. Eggers, St. Petersburg 1851 (Digitalisat archive.org)(Digitalisat bsb)
- Erinnerungen an Heinrich Heine und seine Familie. Von seinem Bruder Maximilian Heine. F. Dümmler, Berlin 1868 (Digitalisat archive.org)(Digitalisat bsb)

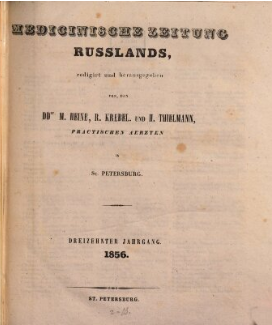
Medicinische Zeitung Russlands (1856)

Beiträge in: Medicinische Zeitung Russlands (Auswahl)
- 1. Jahrgang (1844) (Digitalisat)
  - S. 25–32: Das Militair-Medicinal-Wesen in Russland.
  - S. 105–111, S. 113–118, S. 121–125 und S. 129–131: Medicinisch-Topographische Skizze von St. Petersburg.
- 2. Jahrgang (1845)(Digitalisat)
  - S.  293–294: Die Pest zu Reval im Jahre 1710.
- 3. Jahrgang (1846) (Digitalisat)
  - S. 116–118: Die neu eingerichtete medicinischen Facultät der Universität zu Moscau.
  - S. 129–132: Das Urtheil der Pariser Academie der Medicin über die orientalische Pest.
  - S. 137–140, S. 145–151, S. 153–158 und S. 161–165: Die Pest zu Odessa im Jahre 1837.
  - S. 169–174: Einiges über die Pest in der Türkei. Nach eigenen Beobachtungen.
  - S. 181–183: Chronologische Uebersicht der bekanntesten Pest-Epidemien.
  - S. 375–376: Resultate der von der Türkei errichteten Quarantäne-Anstalten.
  - S. 407–408: Pyromanie.
- 4. Jahrgang (1847) (Digitalisat)
  - S. 6–7 (I), S. 29–31 (II), S. 45–47 (III), S. 54–56 (IV), S. 77–79 (V), S. 94–96 (VI), S. 126–128 (VII), S. 142–144 (VIII), S. 173–176 – S. 182–184 – und S. 191 (IX): Medicinisch-historische Fragmente (I–IX)
  - S. 212–216, S. 229–232 und S. 238–239: Die Archiater Russland‘s.
- 7. Jahrgang (1850) (Digitalisat)
  - S. 349–352, S. 357–360 und S. 364–368: Zur Geschichte der Kaiserlichen Medicinisch-Chirurgischen Akademie zu St. Petersburg.
- 8. Jahrgang (1851) (Digitalisat)
  - S. 113–122: Ein Beitrag zur Würdigung der Chirurgie in Russland und Frankreich.
- 9. Jahrgang (1852) (Digitalisat)
  - S. 353–358: Die Cholera-Epidemie im Königreiche Polen im Jahre 1852.
  - S. 377–387: Der Krankheitszustand unter den Kaiserlich-Russischen Truppen der aktiven Armee, vom 1. November 1850 bis zum 1. November 1851.
  - S. 401–403 (Auf dem Meere): Aus den Reisebriefen eines Arztes. Fortsetzung im 10. Jahrgang
- 10. Jahrgang (1853) (Digitalisat)
  - S. 1–3 (Hamburg), S. 9–12 (Berlin), S. 17–20 (Brüssel), S. 25–29, 33–37, 41–45 (Paris): Aus den Reisebriefen eines Arztes.
- 12. Jahrgang (1855) (Digitalisat)
  - S. 293–294, S. 300–302, S. 309–311, S. 317–319, S. 324–326 und S. 332–333: Die bekanntesten Ärzte Russlands unter der Regierung der Kaiserin Catharina II.
  - S. 337–340 und S. 345–347: Medicinische Notizen aus dem Gebiete der Donau.